# Apache Arrow
Apache Arrow 是一種與語言無關的軟體框架，用於開發處理欄式資料庫的數據分析應用程序。Apache Arrow包含一個標準化的物件欄內存格式，且能夠表示平面及層級化數據，以便在現代CPU和GPU硬體上進行高效率的分析操作。這種功能反而會減少或則消除限制使用大型數據集的可行性因素，比如動態隨機存取存儲器的成本、易變性或則物理性的約束。

## 參閱
- 屬性值系統（英语：Attribute-value system）
- 語言無關（英语：Language-agnostic）

## 外部連結
- Apache Arrow （页面存档备份，存于） project web site
- Apache Arrow GitHub （页面存档备份，存于） project source code